# Alexander Ekman
Alexander Ekman, né le 12 janvier 1984 à Kista, est un danseur et chorégraphe suédois.

## Biographie
Alexander Ekman naît à Stockholm en 1984. Il étudie à l’École du Royal ballet de Suède de 1994 à 2001. A 17 ans, il est engagé à l’Opéra royal de Suède où il occupe quelques premiers rôles en 2001-2002. Il danse ensuite pour le Nederlands Dans Theater à La Haye de 2002 à 2005, puis pour le Cullberg Ballet de Stockholm en 2005-2006.
En 2011, il enseigne à la Juilliard School, à New York.
C’est avec le NDT qu’il crée Cacti en 2010, pièce reprise par la suite par la Sydney Dance Company en 2013 et le Boston Ballet en 2014, dans laquelle les seize danseurs interagissent avec des cactus en pots. Cette pièce est nommée pour trois récompenses : le prix Zwaan Award aux Pays-Bas récompensant la meilleure nouvelle production en danse, le Critics Circle Award et le Laurence Olivier Awards au Royaume-Uni.
En 2014, A Swan Lake, version adaptée du Lac des cygnes, voit les danseurs se produire dans 20 cm d’eau : lors des représentations au Théâtre des Champs-Élysées à Paris, 6 000 L d’eau sont nécessaires pour obtenir l’effet souhaité.
Play, créé en 2017 à Paris, met en scène 37 danseurs sur scène et utilise un décor à base de cubes et des balles de tennis dans sa chorégraphie. La musique de Mikael Karlson est jouée en direct sur la scène. La critique salue « une folle originalité », « une bonne surprise ».
En mai 2025, il devient l'un des visages de la nouvelle campagne promotionnelle de la marque de champagne Dom Pérignon.

## Chorégraphies
Ekman a collaboré avec 45 compagnies dans le monde et compte plus de 35 pièces à son actif parmi lesquelles :
- 1999: Whim[12]
- 2006: Les Quatre Sœurs
- 2006: Flockwork
- 2008: Episode 17 pour le Göteborg Ballet[13]
- 2009: Pulsework
- 2010 : Cacti, sur une musique de Nick Wales et Sarah Blasko, avec le Nederlands Dans Theater II[14]
- 2012: Left Right Left Right [15]
- 2012: Rondo crée pour les Ballets de Monte-Carlo
- 2013: Maybe Two[16], mélange de danse et de théâtre
- 2014 : A Swan Lake (Le Lac des cygnes), sur une musique de Mikael Karlsson, par le Ballet national de Norvège[7]
- 2014: Tuplet où Ekman collabore avec la chanteuse Alicia Keys[6]
- 2014: Flockwork

- 2015 : Midsommarnattsdröm (Le Songe d'une nuit d'été), sur une musique de Mikael Karlsson chantée par Anna von Hausswolff, avec le Ballet royal suédois[17]
- 2015: Thoughts at the Bolshoï
- 2016: Cow pour le Ballet de l’Opéra de Dresde
- 2017 : Play, sur une musique de Mikael Karlsson créé le 4 décembre 2017 avec le ballet de l’Opéra national de Paris[18],[19]
- 2017: Joy
- 2018: FIT
- 2018: Thoughts on Bergman
- 2019: Tyll pour le Ballet du Théâtre Stanislavsky (Moscou)
- 2020: Four Relations
- 2024 : Cérémonie d'ouverture des Jeux paralympiques d'été, organisée place de la Concorde à Paris

## Récompenses
- 2005: Premier prix au Concours chorégraphique international de Hanovre[20] et Second prix pour son ballet Swingle Sisters
- 2015: Swedish Medea Award[21]

- 2016: prix allemand «Der Faust» pour son ballet COW pour le Semperoper Ballet de Dresde[22],[23].